# بستر آکنده

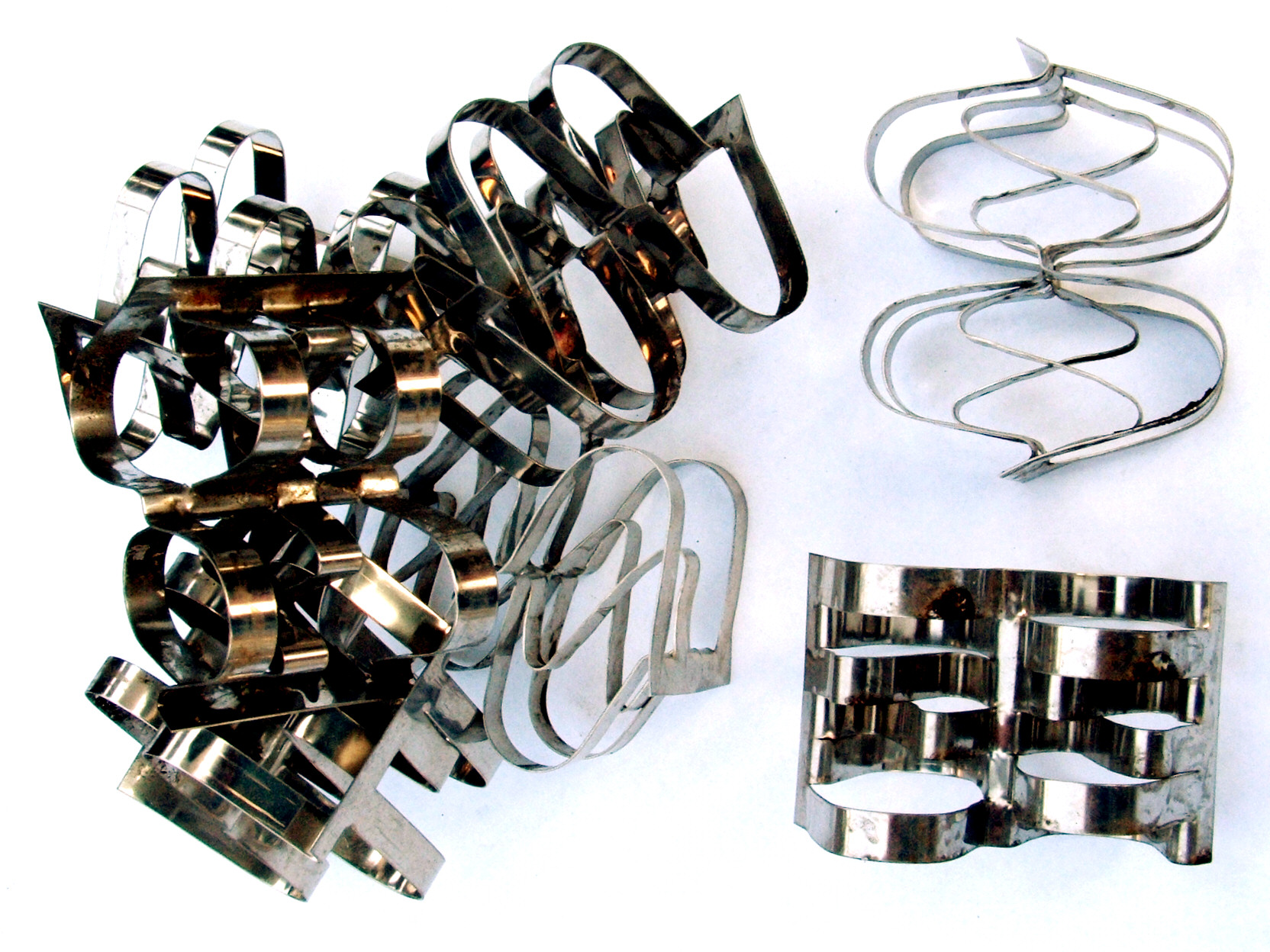
نمونه‌ای از پرکن‌ها

بستر آکنده(به انگلیسی: Packed bed) در مهندسی شیمی و فرایندهای شیمیایی به مخازن، لوله‌ها یا دیگر تجهیزاتی گفته می‌شود که در آن از مواد خاصی به عنوان پرکن یا آکنه استفاده شده است.هدف اصلی استفاده از این مواد افزایش سطح تماس فازها در فرایند است.همچنین ممکن است از مواد جاذبی چون کربن فعال یا کاتالیزورها نیز به صورت آکنه در فرایند استفاده شود.از بسترهای آکنده در دستگاه‌هایی چون برج تقطیر و رآکتورهای شیمیایی استفاده می‌شود.